# Antonio Milošoski
Antonio Milošoski (en macédonien : Антонијо Милошоски), né le 26 janvier 1976 à Tetovo (Yougoslavie), est un homme politique macédonien membre de l'Organisation révolutionnaire macédonienne intérieure - Parti démocratique pour l'Unité nationale macédonienne (VMRO-DPMNE). Il est ministre des Affaires étrangères entre 2006 et 2011.

## Biographie
Milososki fait ses études à l'université de Bonn, en Allemagne.
Proche de Nikola Gruevski, Antonio Milososki occupe les fonctions de ministre des Affaires étrangères de la Macédoine entre le 28 août 2006 et le 28 juillet 2011.
Au cours des cinq ans, il est considéré comme un pilier des gouvernements de Gruevski et pressenti à plusieurs reprises pour le remplacer comme président du gouvernement en cas de démission.